# Waimakariri River
Waimakariri River är en av de största floderna i Canterbury vid den östra kusten på Sydön i Nya Zeeland. Den flyter 151 km i sydöstlig riktning från bergskedjan Sydalperna, över slätterna i Canterbury till Stilla havet.
Floden har sina källor vid den östra delen av Sydalperna, åtta km sydväst från orten Arthur's Pass. I detta område är floden flätad i olika flodkanaler. När floden når slätterna i Canterbury går den genom berg och en smal kanjon (Waimakariri Gorge) och återgår sedan till den flätade formen och mynnar sedan ut i Stilla havet, norr om Christchurch nära staden Kaiapoi.
Waimakariri River förvaltas av Canterburys regionala rådsförsamling.